# Southern Combination Football League
De Southern Combination Football League (tot 2015 Sussex County Football League)  is een Engelse regionale voetbalcompetitie voor clubs uit de regio's East Sussex, West Sussex en het zuidoosten van Surrey.
De competitie werd opgericht in 1920 en bestaat tegenwoordig uit drie hoofddivisies die deel uitmaken van het negende tot en met het elfde niveau in de Engelse voetbalpiramide. De competitie kent ook drie reservecompetities, maar die zijn niet onderdeel van de piramide.

## Vorige kampioenen

### Periode 1920-1939
De competitie bestond aanvankelijk uit een enkele divisie met twaalf clubs, en telde veertien clubs toen de Tweede Wereldoorlog uitbrak en de competitie werd gestaakt.
| Seizoen | Division One     |
| ------- | ---------------- |
| 1920/21 | Worthing         |
| 1921/22 | Worthing         |
| 1922/23 | Vernon Athletic  |
| 1923/24 | Corps of Signals |
| 1924/25 | Corps of Signals |
| 1925/26 | Southwick        |
| 1926/27 | Worthing         |
| 1927/28 | Southwick        |
| 1928/29 | Worthing         |
| 1929/30 | Southwick        |
| 1930/31 | Worthing         |
| 1931/32 | Horsham          |
| 1932/33 | Horsham          |
| 1933/34 | Worthing         |
| 1934/35 | Horsham          |
| 1935/36 | Horsham          |
| 1936/37 | Horsham          |
| 1937/38 | Horsham          |
| 1938/39 | Worthing         |

### Periode 1945-1946
De competitie werd na de Tweede Wereldoorlog in 1945 hervat met een oostelijke en een westelijke divisie.
| Seizoen | Division East  | Division West |
| ------- | -------------- | ------------- |
| 1945/46 | Haywards Heath | Worthing      |

### Periode 1946-1952
Al na één seizoen werden beide divisies weer samengevoegd.
| Seizoen  | Division One   |
| -------- | -------------- |
| 1946/47  | Horsham        |
| 1947//48 | Southwick      |
| 1948/49  | Bognor Regis   |
| 1949/50  | Haywards Heath |
| 1950/51  | Haywards Heath |
| 1951/52  | Shoreham       |

### Periode 1952-1983
In 1952 werd er een tweede divisie geïntroduceerd. Dit systeem met twee divisies werd ruim dertig jaar volgehouden, met uitzondering van het seizoen 1962/63. Door een strenge winter werd de competitie noodgedwongen afgebroken, waardoor er voor de resterende maanden van het seizoen enkele noodcompetities werden opgezet.
| Seizoen | Division One           | Division Two         |
| ------- | ---------------------- | -------------------- |
| 1952/53 | Shoreham               | Wigmore Athletic     |
| 1953/54 | Newhaven               | Hove White Rovers    |
| 1954/55 | Eastbourne United      | Three Bridges United |
| 1955/56 | Eastbourne United      | Rye United           |
| 1956/57 | Bexhill Town Athletic  | APV Athletic         |
| 1957/58 | Arundel                | Lancing              |
| 1958/59 | Arundel                | Sidley United        |
| 1959/60 | Chichester City        | Old Varndeanians     |
| 1960/61 | Chichester City        | Hastings Rangers     |
| 1961/62 | Whitehawk              | Shoreham             |
| 1962/63 | Competitie afgebroken  |                      |
| 1963/64 | Whitehawk              | Selsey               |
| 1964/65 | Lewes                  | Sidley United        |
| 1965/66 | Bexhill Town Athletic  | Horsham YMCA         |
| 1966/67 | Bexhill Town Athletic  | Wadhurst             |
| 1967/68 | Chichester City        | Whitehawk            |
| 1968/69 | Southwick              | Ringmer              |
| 1969/70 | Haywards Heath         | Lancing              |
| 1970/71 | Ringmer                | Bognor Regis Town    |
| 1971/72 | Bognor Regis Town      | Newhaven             |
| 1972/73 | Chichester City        | Portfield            |
| 1973/74 | Newhaven               | Wigmore Athletic     |
| 1974/75 | Southwick              | Burgess Hill Town    |
| 1975/76 | Burgess Hill Town      | Selsey               |
| 1976/77 | Eastbourne Town        | Shoreham             |
| 1977/78 | Shoreham               | Steyning             |
| 1978/79 | Peacehaven & Telscombe | Pagham               |
| 1979/80 | Chichester City        | Hastings Town        |
| 1980/81 | Pagham                 | Whitehawk            |
| 1981/82 | Peacehaven & Telscombe | Wick                 |
| 1982/83 | Peacehaven & Telscombe | Horsham YMCA         |

### Periode 1983-heden
In 1983 werd een derde divisie toegevoegd aan de competitie.
| Seizoen | Division One           | Division Two           | Division Three         |
| ------- | ---------------------- | ---------------------- | ---------------------- |
| 1983/84 | Whitehawk              | Portfield              | East Preston           |
| 1984/85 | Steyning Town          | Shoreham               | Oakwood                |
| 1985/86 | Steyning Town          | Wick                   | Seaford Town           |
| 1986/87 | Arundel                | Pagham                 | Langney Sports         |
| 1987/88 | Pagham                 | Langney Sports         | Midway                 |
| 1988/89 | Pagham                 | Seaford Town           | Saltdean United        |
| 1989/90 | Wick                   | Bexhill Town           | Worthing United        |
| 1990/91 | Littlehampton Town     | Newhaven               | Ifield                 |
| 1991/92 | Peacehaven & Telscombe | Portfield              | Hassocks               |
| 1992/93 | Peacehaven & Telscombe | Crowborough Athletic   | Withdean               |
| 1993/94 | Wick                   | Shoreham               | Bosham                 |
| 1994/95 | Peacehaven & Telscombe | Mile Oak               | Midhurst & Easebourne  |
| 1995/96 | Peacehaven & Telscombe | Saltdean United        | Ifield                 |
| 1996/97 | Burgess Hill Town      | Littlehampton Town     | Sidlesham              |
| 1997/98 | Burgess Hill Town      | East Preston           | Lingfield              |
| 1998/99 | Burgess Hill Town      | Sidley United          | Oving S C              |
| 1999/00 | Langney Sports         | Sidlesham              | Bosham                 |
| 2000/01 | Sidley United          | Southwick              | Rye United             |
| 2001/02 | Burgess Hill Town      | Rye & Iden United      | Pease Pottage Village  |
| 2002/03 | Burgess Hill Town      | Rye & Iden United      | Midhurst & Easebourne  |
| 2003/04 | Chichester City United | Littlehampton Town     | Crowborough Athletic   |
| 2004/05 | Horsham YMCA           | Crowborough Athletic   | Storrington            |
| 2005/06 | Horsham YMCA           | Oakwood                | Peacehaven & Telscombe |
| 2006/07 | Eastbourne Town        | Pagham                 | Rustington             |
| 2007/08 | Crowborough Athletic   | East Grinstead Town    | Loxwood                |
| 2008/09 | Eastbourne United Ass. | Peacehaven & Telscombe | Clymping               |
| 2009/10 | Whitehawk              | Rye United             | Bosham                 |
| 2010/11 | Crawley Down           | Uckfield               | Dorking Wanderers      |
| 2011/12 | Three Bridges          | East Preston           | Newhaven               |
| 2012/13 | Peacehaven & Telscombe | Littlehampton Town     | Sidlesham              |
| 2013/14 | East Preston           | Eastbourne United Ass. | Langney Wanderers      |